# Neuenhaus (Gräfrath)
Neuenhaus ist eine Ortslage im Stadtteil Gräfrath der bergischen Großstadt Solingen.

## Geographie
Neuenhaus liegt direkt an der Lützowstraße am Abzweig der Oberen Holzstraße zwischen dem Wohnplatz Paashaus im Süden und dem Wohnplatz Laiken im Norden. An den Talhängen östlich von Neuenhaus, die zur Wupper hin abfallen, liegt die Hofschaft Oben zum Holz. Im Westen liegt der Heider Hof.

## Geschichte
Auf der Trasse der heutigen Lützowstraße verlief in der frühen Neuzeit eine Transportstrecke für Kohlen vom Ruhrgebiet in die Stadt Solingen. Entlang dieser alten Kohlenstraße entstanden auf dem Abschnitt zwischen dem I. Stockdum und Laiken im Laufe der Zeit einige Hofschaften oder Einzelhäuser, darunter auch Neuenhaus, das vielleicht erst Anfang des 19. Jahrhunderts entstand. Die Topographische Aufnahme der Rheinlande von 1824 verzeichnet an dem Ort bereits Gebäude, die jedoch dem Heider Hof zugehörig sind. Die Preußische Uraufnahme von 1843 verzeichnet den Ort als Neuenhaus. In der Topographischen Karte des Regierungsbezirks Düsseldorf von 1871 ist der Ort hingegen nicht verzeichnet.
Nach Gründung der Mairien und späteren Bürgermeistereien Anfang des 19. Jahrhunderts gehörte Neuenhaus zur Honschaft Ketzberg innerhalb der Bürgermeisterei Gräfrath. 1815/16 und 1830 lebten neun Einwohner im als Wirthshaus bzw. Gütgen kategorisierten Ort. 1832 war Neuenhaus weiterhin Teil der Honschaft (Ketz-)Berg innerhalb der Bürgermeisterei Gräfrath. Der nach der Statistik und Topographie des Regierungsbezirks Düsseldorf besaß zu dieser Zeit ein Wohnhaus, eine Fabrik bzw. Mühle und ein landwirtschaftliches Gebäude. Zu dieser Zeit lebten sieben Einwohner im Ort, allesamt evangelischen Bekenntnisses. Die Gemeinde- und Gutbezirksstatistik der Rheinprovinz führt den Ort 1871 mit einem Wohnhaus und vier Einwohnern auf. Im Gemeindelexikon für die Provinz Rheinland werden 1885 ein Wohnhaus mit elf Einwohnern angegeben. 1895 besitzt der Ortsteil ein Wohnhaus mit acht Einwohnern, 1905 werden ein Wohnhaus und acht Einwohner angegeben.
Mit der Städtevereinigung zu Groß-Solingen im Jahre 1929 wurde Neuenhaus ein Ortsteil Solingens. Die Ortsbezeichnung Neuenhaus ist jedoch im Stadtplan seit mindestens dem Jahr 1929 nicht mehr verzeichnet, die Gebäude sind seither zur Lützow- und der Oberen Holzstraße nummeriert.